# Edmondson (Arkansas)
Edmondson – miasto w Stanach Zjednoczonych, w stanie Arkansas, w hrabstwie Crittenden.